# راجر ایلز
راجر یوجین ایلز (انگلیسی: Roger Eugene Ailes) مدیر تلویزیونی آمریکایی بود. او رئیس هیئت مدیره و مدیر عامل ارشد اجرایی فاکس نیوز و شرکت پخش همگانی فاکس بود. ایلز مشاور رسانه‌ای رؤسای جمهور جمهوری‌خواه ریچارد نیکسون، رونالد ریگان، و جورج اچ دابلیو بوش، و اولین کمپین انتخاباتی شهرداری رودی جولیانی در سال ۱۹۸۹ بود.

## آزار جنسی و برکناری
در ژوئن ۲۰۱۶ راجز ایلز توسط یکی از مجریان شبکه فاکس نیوز به نام گرچن کارلسون متهم به آزار و اذیت جنسی شد. اما ماجرا به همین جا ختم نشد. بعد از ادعای گرچن کارلسن، مجری سابق فاکس نیوز علیه راجر ایلز، حداقل ۲۰ زن دیگر از جمله میگن کلی نیز با وکلای کارلسون تماس گرفته و از آزار جنسی توسط این فرد پرده برداشتند. برخی از آنها به عنوان شاهد به دادگاهی که علیه راجز ایلز تشکیل شده‌بود، رفتند. اما برخی از آنها ادعا داشتند که توسط این فرد مورد آزار و اذیت قرار گرفته‌اند.
زنانی که این ادعا را علیه راجز ایلز مطرح کرده‌اند اکثرا از کارمندان فعلی یا سابق شبکه خبریی فاکس نیوز هستند. بسیاری از آنها داستان خود را به صورت علنی مطرح کرده‌اند اما برخی از آنها نیز با نام مستعار داستان خود را با خبرنگاران به اشتراک گذاشته‌اند.
تمامی این موضوعات سبب شدند که راجر ایلز مجبور به استعفای نمایشی از مدیریت این شبکه خبری مهم شود. چرا که ادعاها بر این است که او برای استعفا تحت فشار قرار گرفته‌است تا این رسوایی آسیبی به شرکت فاکس نیوز نرساند. او در ۲۱ ژوئن ۲۰۱۶ استعفا خود را تقدیم کرد و در مطابق توافقی که در قرارداد آنها صورت گرفته بود، ۴۰ میلیون دلار از فاکس نیوز دریافت کرد.
مینی سریال تلویزیونی بلندترین صدا (The Loudest Voice) در هفت قسمت، به زندگی راجر ایلز و اتفاقات مربوط به شبکه‎ ی فاکس می‌پردازد و Russell Crowe , Sienna Miller و Seth MacFarlane در آن به ایفای نقش می‌پردازند.
در سال ۲۰۱۹ نیز فیلمی با نام بامب‌شل ساخته شد که محوریت آن بر پایه همین رسوایی جنسی بود .